# Microascus brevicaulis
Microascus brevicaulis S.P. Abbott – gatunek grzybów należący do klasy Sordariomycetes. Grzyb mikroskopijny, dermatofit wywołujący grzybice skóry.

## Systematyka i nazewnictwo
Pozycja w klasyfikacji według Index Fungorum: Microascaceae, Microascales, Hypocreomycetidae, Sordariomycetes, Pezizomycotina, Ascomycota, Fungi.
W 1907 r. Pier Andrea Saccardo i Georges Bainier opisali rozmnażający się tylko bezpłciowo gatunek Scopulariopsis brevicaulis. W 1998 r. S.P. Abbot odkrył, że jest on anamorfą gatunku Microascus brevicaulis, jest to więc ten sam gatunek i za prawidłową uznał nazwę M. brevicaulis, a S. brevicaulis stał się jego synonimem. Pozostałe synonimy:
- Penicillium brevicaule Sacc. 1881
- Penicillium brevicaule var. album Thom 1910
- Penicillium brevicaule var. glabrum Thom 1910

Hodowla
Na podłożu hodowlanym tworzy puszyste, filcowate kolonie, które początkowo są białawe, ale szybko stają się żółtawobrązowe, różowobrązowe lub orzechowe, na środku czasami z kępką białawych strzępek. Rewers jest płowy, kremowy lub brązowawy.
Cechy mikroskopowe
Annelidy pojedynczo lub w szczotkowatych skupiskach tworzą się na szczycie odgałęzień konidioforu lub na niewyspecjalizowanych strzępkach. Mają cylindryczny kształt i lekko napęczniałą podstawę. Konidia powstają w łańcuszkach, są półszkliste, kuliste, owalne lub w kształcie pocisku, ze ściętą podstawą i zazwyczaj szorstką powierzchnią. Teleomorfa tworzy czarne, kuliste, porowate z krótką szyjką perytecja z kulistawymi workami zawierającymi po 8 askospor. Askospory są nerkowate, gładkościenne, w masie pomarańczowe.

## Występowanie, siedlisko, tryb życia
Występuje na całym świecie, zwykle jako grzyb glebowy w postaci pleśni na różnych typach gleby, a także w różnych rozkładających się rodzajach materii organicznej. W tych siedliskach jest saprotrofem. W pewnych warunkach jednak może stać się pasożytem, powodując grzybicę paznokci, zwłaszcza u nóg. Stwierdzono występowanie Microascus brevicaulis także w amerykańskim kleszczu psim Dermacentor variabilis. Badania wykazały, że w tym przypadku nie jest jednak pasożytem, lecz zamieszkuje swojego żywiciela jako endosymbiont i może zapewniać mu ochronę przed chorobotwórczym dla owadów i pajęczaków grzybem Metarhizium anisopliae

## Chorobotwórczość
Microascus brevicaulis zwykle wiąże się z infekcjami zlokalizowanymi na powierzchni skóry pacjentów. Najczęściej powoduje grzybicę paznokci. Wyizolowano go jednak zarówno ze zdrowych, jak i chorych paznokci, co wskazuje, że w niektórych sytuacjach może on być nieszkodliwym składnikiem mikrobiomu, a w innych zachowywać się jak patogen oportunistyczny. Może powodować także ziarninowe zapalenie skóry i grzybicę stóp. Pomimo dyskomfortu i bólu, jakie tego rodzaju infekcje dermatologiczne powodują u pacjentów, M. brevicaulis jest znacznie bardziej niebezpieczny (nawet śmiertelny) w sytuacjach, gdy udaje mu się ominąć skórę i dotrzeć do głębokich tkanek. Niebezpieczeństwo powstaje, ponieważ M. brevicaulis jest wielolekoopornym, oportunistycznym patogenem. W przeszłości tego rodzaju infekcje występowały najczęściej w przypadku przekłucia skóry lub doznania podobnego urazu, który mógł spowodować wszczepienie M. brevicaulis pod skórę. Jednakże w ostatnich latach wzrosła liczba wcześniej rzadkich przypadków infekcji tkanek głębokich wywołanych przez M. brevicaulis.
U pacjentów, u których doszło do inwazji tkanek głębokich, prawie zawsze występuje obniżona odporność. Uważa się, że rosnąca częstość występowania chorób takich jak AIDS i cukrzyca w połączeniu z praktykami medycznymi, takimi jak chemioterapia i leczenie antybiotykami o szerokim spektrum działania, są przede wszystkim odpowiedzialne za powstawanie dużej liczby osób predysponowanych do potencjalnie śmiertelnych infekcji M. brevicaulis. Występowanie tego typu infekcji wzrasta i obejmuje kilka stanów zagrażających życiu, takich jak: tworzenie się kul grzybiczych we wstępnie uformowanych jamach płucnych, zapalenie rogówki, pourazowe zapalenie wnętrza gałki ocznej, rozsiane zmiany skórne u chorych na AIDS, ziarnaidsiakowe zakażenia podskórne, inwazyjna hyalohyfomykoza, zapalenie płuc u chorych na AIDS u pacjentów z białaczką, zapalenie wsierdzia związane z plastyką walwuloplastyki lub protezami zastawek oraz śmiertelne rozsiane zakażenie po przeszczepieniu szpiku kostnego.